# Fuchsbeere (Rubus)
Die Fuchsbeere (Rubus nessensis), auch Aufrechte Brombeere oder Halbaufrechte Brombeere genannt, ist eine Pflanzenart aus der Gattung Rubus innerhalb der Familie der Rosengewächse (Rosaceae).

## Beschreibung

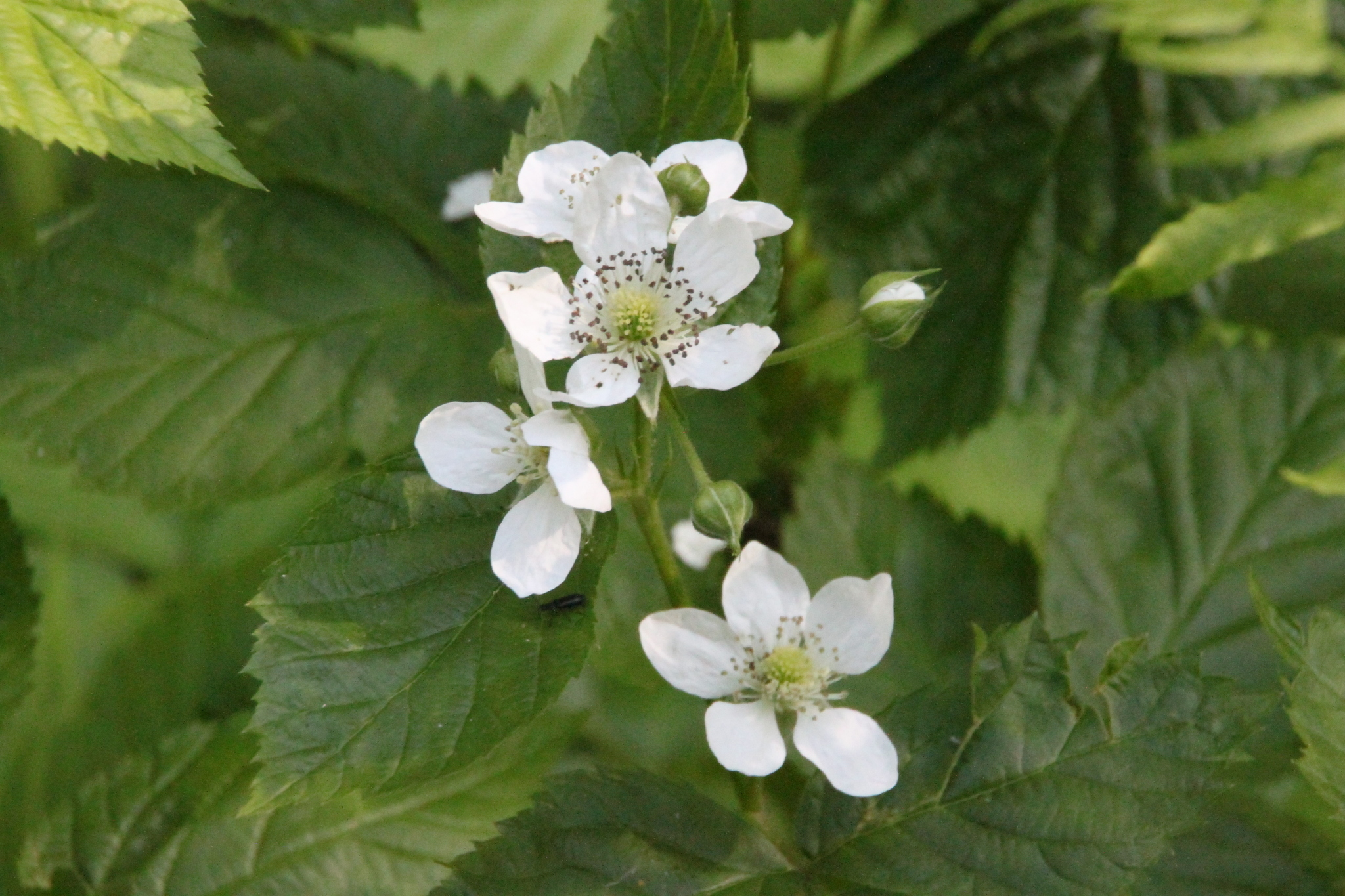
Blüten

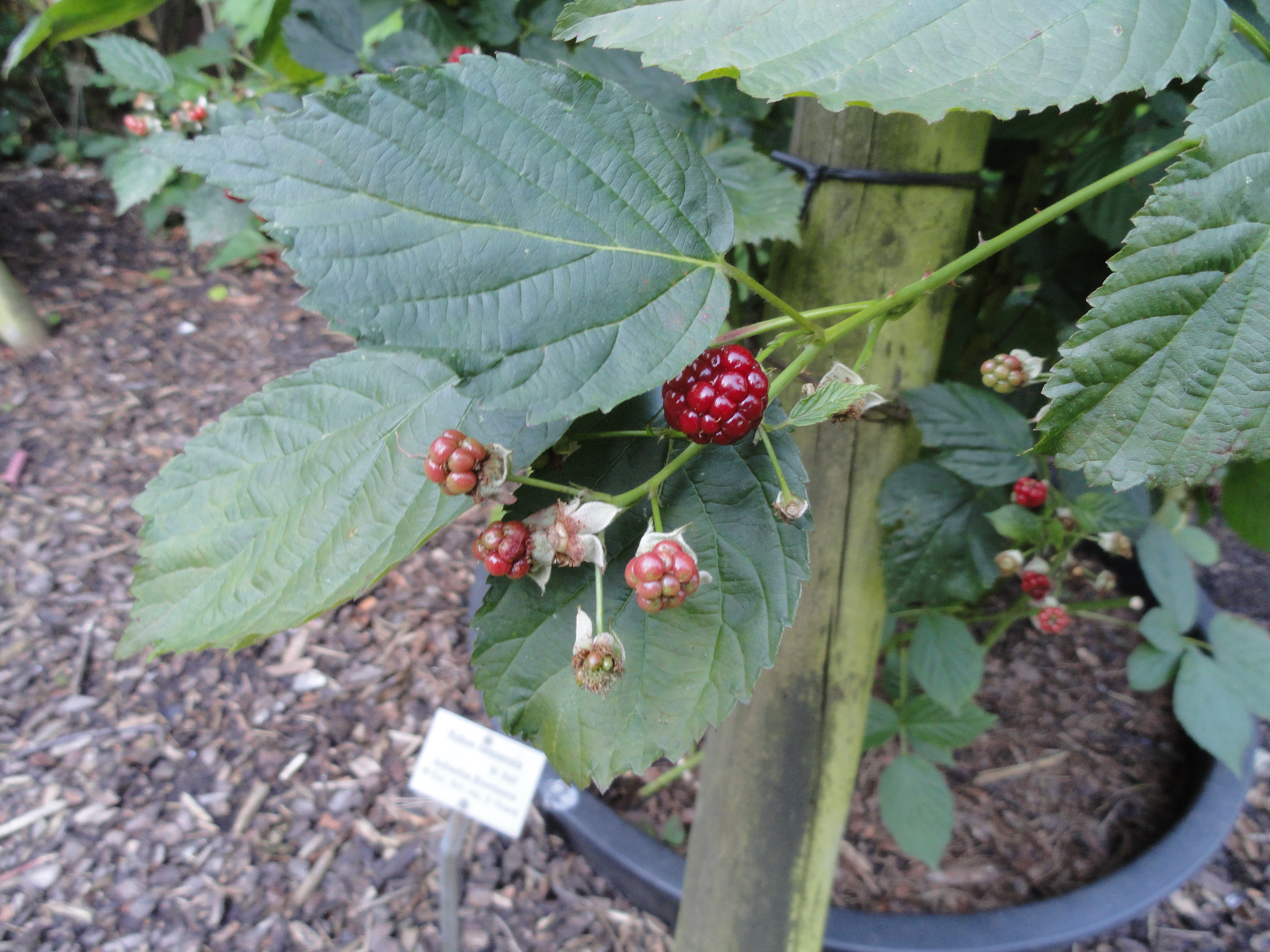
Zweig mit Blättern und Sammelfrüchten

### Vegetative Merkmale
Die Fuchsbeere ist ein stacheliger, sommergrüner Strauch, der Wuchshöhen von 0,5 bis 3 Metern erreicht. Die anfangs aufrechten, im Spätsommer nickenden oder überhängenden Sprossachsen besitzen eine grüne, kahle Rinde und sind am Grund reichlich, nach oben spärlich bestachelt. Die Stacheln sind klein und kurz, fast gerade und meist dunkel rotbraun bis schwarzviolett.
Die wechselständig angeordneten Laubblätter sind in Blattstiel und -spreite gegliedert. Die handförmig gefiederte Blattspreite enthält drei bis sieben Fiederblättchen. Die eiförmigen bis verkehrt-eiförmigen, mehr oder weniger gestielten Blättchen sind auf der Oberseite fast kahl, scharf und ungleich gesägt. Das Endblättchen ist leicht herzförmig mit zugespitztem oberem Ende. Die Nebenblätter sind fadenförmig.

### Generative Merkmale
Die Blütezeit reicht von Mai bis Ende Juni. Der traubige Blütenstand ist wenig bestachelt bis stachellos und enthält fünf bis acht, selten bis zwölf Blüten.
Die zwittrige Blüte ist radiärsymmetrisch mit doppelter Blütenhülle. Die Kelchblätter sind außen grün mit weißem Filz bewimpert und später zurückgeschlagen. Die weißen und oft außen rot überlaufenen Kronblätter sind eiförmig bis verkehrt-eiförmig. Die Fruchtblätter sind kahl.
Die Sammelsteinfrüchte sind anfangs bräunlich rot, zuletzt schwarzrot und schmecken wie Himbeeren. Der Fruchtansatz ist oft mangelhaft.
Die Chromosomenzahl beträgt 2n = 28.

## Ökologie
Die Fuchsbeere gehört zu den Brombeerarten, die zwar später überhängend sind, aber sich nicht mit der Spitze einwurzeln; daher der deutschsprachige Trivialname Aufrechte oder Halbaufrechte Brombeere.

## Vorkommen
Die Fuchsbeere ist in Europa von den Britischen Inseln und Frankreich über Skandinavien und Mitteleuropa bis zur Ukraine und dem europäischen Russland weitverbreitet. Im Süden erreicht die Fuchsbeere die Alpen und die Karpaten.
Die Fuchsbeere steigt im Bayerischen Wald bis in eine Höhenlage von 1000 Meter auf und erreicht im Puschlav sogar eine Höhenlage von 1150 Meter. Sie gedeiht auf frischen, mäßig sauren, kalkarmen Wald-, Heide- und Moorböden vor allem in Waldlichtungen in Pflanzengesellschaften der Ordnung Atropetalia oder des Verbands Pruno-Rubion fruticosi.

## Taxonomie
Die Erstbeschreibung von Rubus nessensis erfolgte 1794 durch William Hall in Transactions of the Royal Society of Edinburgh, Band 2, S. 21. Ein Synonym für Rubus nessensis W.Hall ist Rubus suberectus Anders. ex Sm. Das Artepitheton bezieht sich auf Loch Ness in Schottland, wo diese Art zuerst beobachtet wurde. Die Erstbeschreibung wird manchmal auch Richard Weston (1733–1806) zugeschrieben, der diese Art 1770 in Botanicus universalis et hortulanus, Band 1, S. 258 Rubus polonicus nannte.